# Hazel (motorfiets)
Hazel is een Brits historisch merk van motorfietsen.
De bedrijfsnaam was: Cripps Cycle & Motor Co., London.
Vanaf 1906 leverde de Cripps-rijwielfabriek motorfietsen met Peugeot V-twins, maar vanaf 1909 werden 2½pk-JAP-zijklepmotoren ingebouwd. De machines hadden volledige riemaandrijving. In 1911 werd het aanbod uitgebreid met 3- en 4½-JAP-motoren en kon als optie een geveerde voorvork worden gemonteerd. Er kwamen ook zwaardere modellen met JAP-V-twins van 5-, 6- en 7 pk. In 1912, het laatste jaar van de productie, bood men motorfietsen met JAP- en Precision-motoren van 2½- en 3½ pk aan.